# Jacob Blake
Jacob Blake es un hombre afroamericano de 29 años que fue alcanzado por cuatro de los siete disparos contra su espalda durante un arresto por parte de Rusten Sheskey, un oficial de policía de Kenosha, Wisconsin. El incidente ocurrió el 23 de agosto de 2020, cuando los agentes de policía intentaban arrestar a Blake por una disputa por violencia doméstica. Durante el encuentro, Blake fue golpeado sin éxito con tase y peleado con los oficiales. Cuando Blake abrió la puerta del asiento del conductor de su SUV y se inclinó hacia el vehículo, un oficial le disparó varias veces. Según la policía, se encontró un cuchillo en el suelo del vehículo. Tres de los hijos de Blake estaban en el asiento trasero de la camioneta.
El hombre se encuentra hospitalizado y las heridas podrían haberle producido paraplejía. 
El tiroteo fue seguido de protestas, daños a la propiedad e incendios provocados en el centro de Kenosha, y más enfrentamientos con la policía antidisturbios. El nombre de Blake fue invocado en protestas en otras ciudades como parte del movimiento Black Lives Matter, que había visto un resurgimiento a raíz de los asesinatos policiales de alto perfil en 2020.

## Antecedentes
Blake tenía una orden de arresto emitida el 6 de julio de 2020, relacionada con cargos de agresión sexual en tercer grado, allanamiento y alteración del orden público; en relación con el abuso doméstico.
El 4 de septiembre, Blake se declaró no culpable de los cargos, durante su audiencia en vía Zoom mientras estaba en el hospital.
En noviembre Blake llegó a un acuerdo con la fiscalía en el cual se desestimarían los cargos de abuso sexual a cambio de que se declarara culpable de conductas impropias menores. Posteriormente fue sentenciado a dos años de probatoria.

## Investigación
La policía de Kenosha remitió la investigación del tiroteo a la División de Investigación Criminal de Wisconsin. Los hallazgos de la investigación irán al fiscal de distrito Michael D. Graveley, el funcionario local responsable de decidir si presentará cargos contra los oficiales. Graveley afirmó el 25 de agosto que la investigación se encontraba en "sus primeras etapas". El 25 de agosto, el Departamento de Justicia de Estados Unidos también anunció una investigación sobre el tiroteo. La investigación analizará si se violaron los derechos civiles de Blake.
La familia de Blake retuvo a Crump, quien también representó a las familias de Trayvon Martin y Michael Brown en sus demandas civiles. Crump pidió que se arrestara al oficial que disparó contra Blake y que se despidiera a los demás involucrados. Dijo que "haría falta un milagro" para que Blake volviera a caminar.
El 26 de agosto, el fiscal general de Wisconsin, Josh Kaul, anunció que el oficial de policía de Kenosha, Rusten Sheskey, le disparó a Blake siete veces en la espalda cuando abría la puerta de su automóvil. Ningún otro oficial en el lugar abrió fuego. Todos fueron puestos en licencia administrativa.
El 4 de septiembre, Blake se declaró inocente del cargo de agresión sexual de julio y se presentó a través de Zoom.
El 21 de septiembre de 2020, el fiscal general de Wisconsin, Josh Kaul, nombró a un ex alguacil de Madison, Wisconsin para revisar el trabajo de los investigadores del Departamento de Justicia de esa ciudad y proporcionar un informe escrito al fiscal de distrito del condado de Kenosha.

## Reacciones

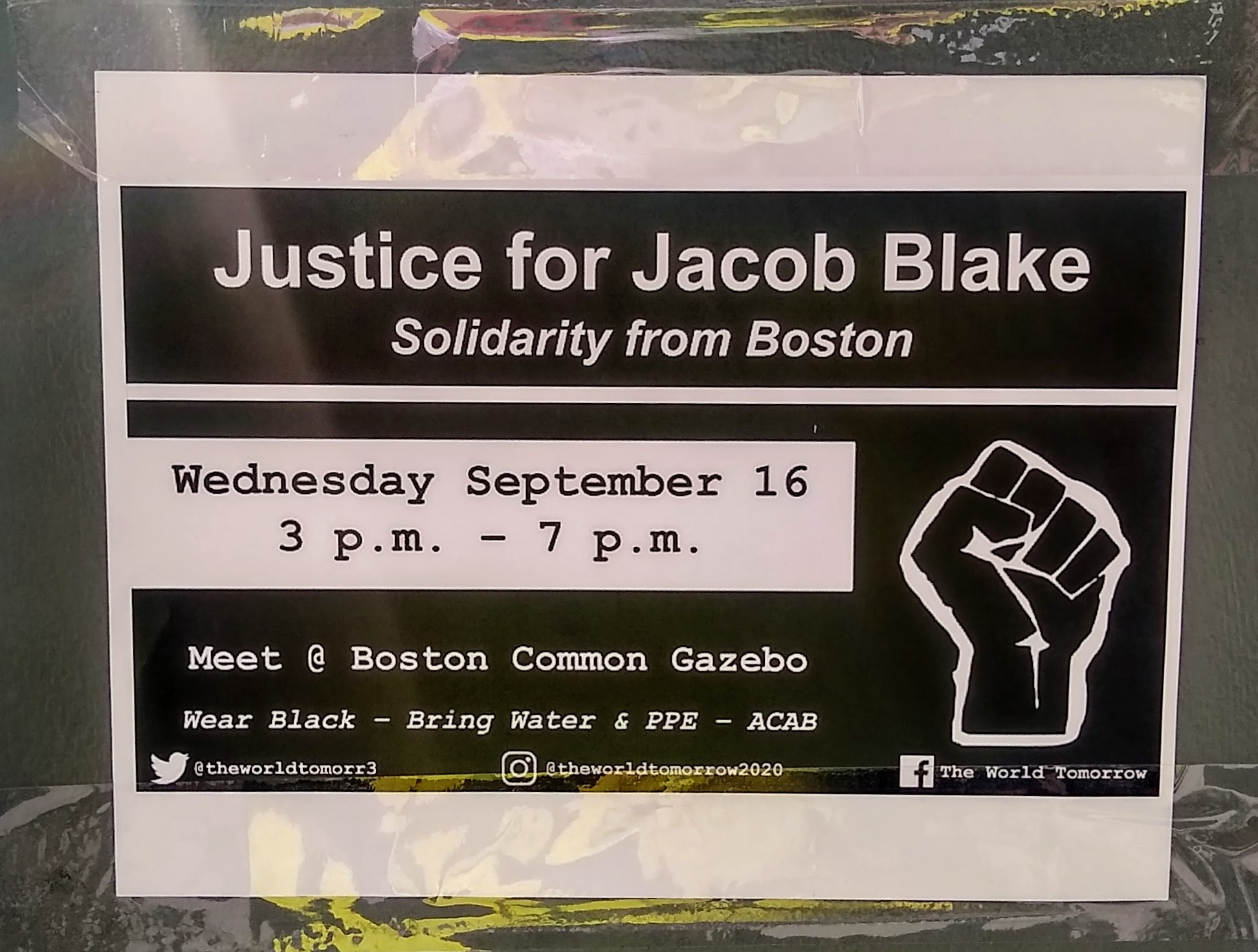
Cartel que anuncia una manifestación en apoyo de Jacob Blake en Boston, Massachusetts

El gobernador de Wisconsin, Tony Evers, emitió un comunicado denunciando el uso excesivo de la fuerza por parte de la policía e invocando los nombres de los afroamericanos asesinados por las fuerzas del orden. Evers dijo: "Si bien aún no tenemos todos los detalles, lo que sabemos con certeza es que él no es el primer hombre o persona de raza negra que ha sido baleado, herido o asesinado sin piedad a manos de individuos de las fuerzas del orden en nuestro país".
Evers convocó a los legisladores del estado de Wisconsin a una sesión especial para aprobar una legislación que aborde la brutalidad policial.
En la burbuja de la NBA los Milwaukee Bucks boicotearon su partido de playoffs de primera ronda del 26 de agosto contra el Orlando Magic en protesta por el tiroteo. El equipo decidió no salir de su vestuario minutos antes del inicio programado del juego. Más tarde ese día, la NBA y la Asociación Nacional de Jugadores de Baloncesto anunciaron que a la luz de la decisión de los Bucks de negarse a jugar, se pospusieron todos los juegos de la NBA del día. Los Toronto Raptors también han discutido un boicot a su serie de playoffs de segunda ronda con los Boston Celtics en frustración por la falta de cambios sociales o legislativos después de la muerte de George Floyd y como resultado del tiroteo de Blake.
El 26 de agosto, el juego entre los Milwaukee Brewers y los Cincinnati Reds de la Major League Baseball fue pospuesto en protesta. Más tarde se anunció que los partidos Seattle Mariners-San Diego Padres y Los Angeles Dodgers-San Francisco Giants programados para esa noche también se pospondrían.
El 26 de agosto, los jugadores de la Major League Soccer boicotearon cinco partidos en una declaración colectiva contra la injusticia racial. Los jugadores de los partidos entre Atlanta United e Inter de Miami, FC Dallas y Colorado Rapids, Portland Timbers y San Jose Earthquakes, Real Salt Lake y LAFC, y LA Galaxy y Seattle Sounders no jugaron.
Los tres juegos de la WNBA programados para el 26 de agosto también se pospusieron.
El 26 de agosto, Naomi Osaka anunció que boicotearía las semifinales del Masters de Cincinnati como parte de la protesta tras el tiroteo de Jacob Blake.
El presidente Donald Trump llamó a la familia, pero la madre de Blake, Julia Black, se disculpó más tarde por perder la llamada, mientras que el padre de Blake dijo que Trump no había intentado comunicarse. Trump dijo más tarde que el tiroteo "no fue una buena vista. No me gustó verlo, ciertamente, y creo que la mayoría de la gente estaría de acuerdo con eso". Trump programó un viaje a Kenosha el 1 de septiembre para ver el daños causados por las protestas y reunirse con las fuerzas del orden, pero el gobernador Evers y el alcalde John Antaramian le pidieron que reconsiderara su visita por preocupaciones de que su presencia obstaculizaría los esfuerzos para "superar la división". Trump hizo el viaje, acompañado por el fiscal general de los Estados Unidos, William Barr, pero no se reunió con la familia de Blake, porque dijo querían asesoría legal presente en la reunión. Mantuvieron conversaciones con el alguacil del condado, el jefe de policía y otros, y Trump prometió ayuda financiera a las fuerzas del orden público de la ciudad y el estado, y a las empresas que habían sido incendiadas. El 9 de septiembre, Barr contrastó el asesinato de George Floyd con el tiroteo de Blake, diciendo: "Floyd ya estaba siendo sometido, incapacitado con esposas y no estaba armado. En el caso de Jacob, estaba cometiendo un delito grave y estaba armado".